# Valentin Gutsu
Valentin Gutsu (1942-1998) fue un deportista soviético que compitió en judo. Ganó una medalla de plata en el Campeonato Europeo de Judo de 1971 en la categoría de +93 kg.

## Palmarés internacional
| Campeonato Europeo | Campeonato Europeo  | Campeonato Europeo | Campeonato Europeo |
| Año                | Lugar               | Medalla            | Categoría          |
| ------------------ | ------------------- | ------------------ | ------------------ |
| 1971               | Gotemburgo (Suecia) | Medalla de plata   | +93 kg             |